# Waldemar Korycki
Waldemar Korycki (né le 11 août 1946) est un athlète polonais spécialiste du sprint long.

## Biographie

### Palmarès
| Date | Compétition                    | Lieu     | Résultat | Épreuve     | Performance   |
| ---- | ------------------------------ | -------- | -------- | ----------- | ------------- |
| 1968 | Jeux européens en salle        | Madrid   | 1er      | 4 x 2 tours | 2 min 48 s 9  |
| 1968 | Jeux européens en salle        | Madrid   | 2e       | Medley      | 3 min 54 s 6  |
| 1971 | Championnats d'Europe en salle | Sofia    | 1er      | 4 x 400 m   | 3 min 11 s 1  |
| 1971 | Championnats d'Europe          | Helsinki | 2e       | 4 x 400 m   | 3 min 03 s 60 |
| 1972 | Championnats d'Europe en salle | Grenoble | 1er      | 4 x 2 tours | 3 min 11 s 1  |